# John Cromwell Mather
John Cromwell Mather (Roanoke, 7 agosto 1946) è un astrofisico e cosmologo statunitense.
Mather è astrofisico capo al Goddard Space Flight Center della NASA nel Maryland. Inoltre è professore aggiunto all'Università del Maryland, College Park. Gli è stato conferito nel 2006 il premio Nobel per la fisica in condivisione con George F. Smoot per la scoperta delle anisotropie del corpo nero presenti nella radiazione cosmica di fondo tramite il satellite COBE (Cosmic Background Explorer). Le loro scoperte hanno rafforzato la teoria del Big Bang; collabora al progetto per il telescopio orbitante James Webb, lanciato il 25 Dicembre 2021 verso il secondo Punto di Lagrange (L2) a circa 1,5 milioni di km dalla Terra.

## Biografia
Mather conseguì la bachelor's degree in fisica nel 1968 presso il Swarthmore College e nel 1974 ottenne il Ph.D. all'Università della California - Berkeley.

### Partecipazione al progetto COBE

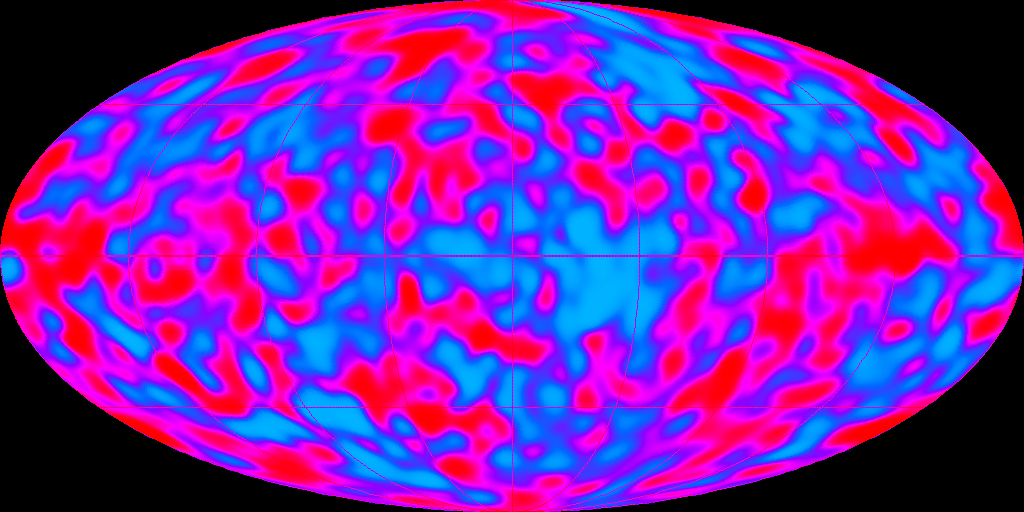
Mappa delle fluttuazioni nel COBE.

Il successo di COBE si deve al lavoro di più di mille ricercatori, ingegneri e altri partecipanti. John Mather ha coordinato l'intero progetto ed è stato il primo responsabile del progetto, il quale ha mostrato la forma delle radiazioni cosmica di fondo misurata da COBE. George Smoot invece è stato il primo responsabile delle misure nelle minime variazioni di temperatura della radiazione di fondo..

## Libro
Il libro, The Very First Light: The True Inside Story of the Scientific Journey Back to the Dawn of the Universe, scritto da John Boslough, e pubblicato nel 1996, è stato acclamato sia dagli editori che dal pubblico interessato agli argomenti scientifici.

## Premi
- Open Scholarship (honorary), Swarthmore, 1964-68
- William Lowell Putnam Mathematical Competition, 1967, 30th place nationwide
- NSF Fellowship and honorary Woodrow Wilson Fellowship 1968-70
- Hertz Foundation Fellowship, 1970-74
- John C. Lindsay Memorial Award (NASA-GSFC), 1990
- Rotary National Space Achievement Award, 1991
- National Air and Space Museum Trophy, 1991
- Aviation Week and Space Technology Laurels, 1992, for Space/Missiles
- Discover Magazine Technology Award finalist, 1993
- American Institute of Aeronautics and Astronautics Space Science Award, 1993
- Dannie Heineman Prize for Astrophysics, American Astronomical Society and American
- Institute of Physics, 1993 (presented Jan. 1994)
- Goddard Fellow, 1994, GSFC
- Honorary Doctor of Science Degree, Swarthmore College, 1994
- John Scott Award, City of Filadelfia, 1995
- Rumford Prize, American Academy of Arts and Sciences, 1996
- Fellow, American Physical Society, 1996
- Hall of Fame, Aviation Week and Space Technology, 1997
- Member, National Academy of Science, 1997
- Marc Aaronson Memorial Prize, 1998
- Member, American Academy of Arts and Sciences, 1998
- Benjamin Franklin Medal in Physics, Franklin Institute, 1999
- George W. Goddard Award, Society of Photo-Optical Instrumentation Engineers, 2005
- Cosmology Prize, with COBE Team, Peter Gruber Foundation, 2006
- Premio Nobel per la fisica, 2006